# 贝奇多夫
贝奇多夫（法語：Betschdorf，法語發音：[bɛtʃdɔʁf] ⓘ）是法国下莱茵省的一个市镇，位于该省北部偏东，属于阿格诺-维桑堡区。

## 历史
贝奇多夫成立于1971年，由原市镇奥伯贝奇多夫（Oberbetschdorf，德语意为“上贝奇多夫”）和尼德贝奇多夫（Niederbetschdorf，德语意为“下贝奇多夫”）合并而成。

## 地理
贝奇多夫（48°53'55"N, 7°54'21"E）面积28.11 平方千米，位于法国大東部大區下莱茵省，该省份为法国大陆部分最东部的省份，是阿尔萨斯的一部分，今与上莱茵省组成了阿尔萨斯欧洲集体，其南至上莱茵省，西南接孚日省和默尔特-摩泽尔省，西接摩泽尔省，北与德国接壤。
与贝奇多夫接壤的市镇（或旧市镇、城区）包括：阿格诺、奥芬、勒伊特奈姆、里泰尔索方、苏尔茨苏福雷、叙尔堡。
贝奇多夫的时区为UTC+01:00、UTC+02:00（夏令时）。

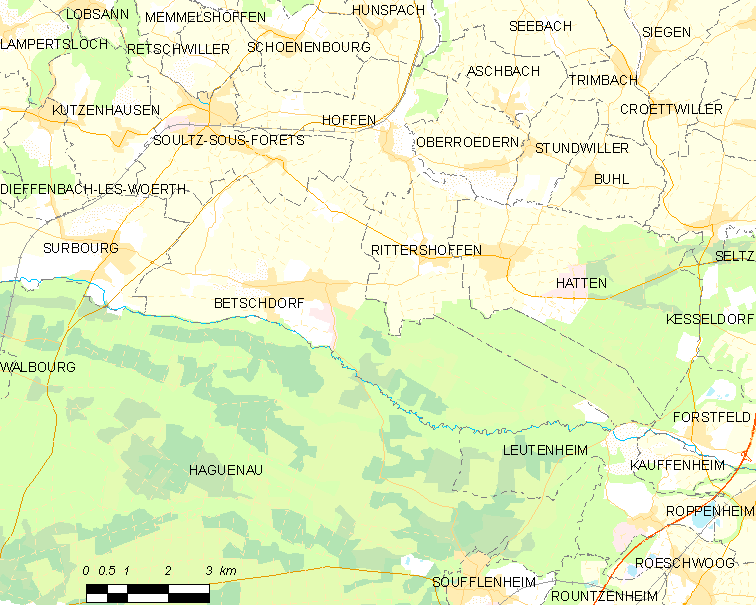
贝奇多夫的OSM定位图

## 行政
贝奇多夫的邮政编码为67660，INSEE市镇编码为67339。

## 政治
贝奇多夫所属的省级选区为维桑堡县。

## 交通
下莱茵省省道D199线、D243线、D263线和D324线经过境内。

## 人口

1962-2008年间贝奇多夫人口变化图示

贝奇多夫于2022年1月1日时的人口数量为4212人。